# موسى بن كعب التميمي
موسى بن كعب بن عيينة التميمي (80 هـ - 700م / 141 هـ - 758 م)، أبو عيينة: والٍ، من كبار القواد، وأحد الرجال الذين رفعوا عماد الدولة العباسية وهدموا أركان الدولة الأموية. كان مع أبو مسلم الخراساني في خراسان. جعله محمد بن علي في جملة النقباء الاثنى عشر في عهد بني أمية، فأقام يبث الدعوة لبني العباس. وشعر به أسد بن عبد الله القسري والي خراسان فقبض عليه وألجمه بلجام فتكسرت أسنانه. ثم أنطلق، فوجهه أبو مسلم (قبل ظهور الدعوة العباسية) إلى أبيورد فافتتحها. ثم شهد الوقائع الكثيرة. وشهد معركة الزاب وكان قائداً من قادة الجيش فيها.
وكان مع السفاح حين ظهوره بالكوفة، وهو أول من بايعه بالخلافة، وأخرجه إلى الناس. ولما ولي المنصور ولاه شرطته وأضاف إليه ولاية السند (وقيل الهند) ومصر، فأرسل موسى نائبين عنه إلى ذينك القطرين، وأقام مع المنصور. وكانت ولاية الشرطة للخلفاء تعدل قيادة الجيش العامة في عرفنا اليوم. أغدق عليه العباسيون النعم، فكان يقول: كانت لنا أسنان وليس عندنا خبز، ولما جاء الخبز ذهبت الأسنان! ورحل إلى مصر في عام وفاته سنة 141 هـ فأقام سبعة أشهر وأياما. وصرف عن إمرتها، فعاد إلى بغداد، ولم يلبث أن توفى، وهو على شرط المنصور وعلى السند، وخليفته في السند ابنه عيينة.

## النسب
موسى بن كعب بن عيينة بن عائشة بن عمرو بن سري بن عادية ابن الحارث بن امرئ القيس بن زيد مناة بن تميم بن مر بن أد بن إلياس ابن مضر بن نزار. وكان لجده عيينة بن عائشة صُحَبة وقد شهد غزوة مؤتة.